# Knobbelzwaan
De knobbelzwaan (Cygnus olor) is een vogel uit de familie van de eendachtigen (Anatidae). Hij leeft voornamelijk van waterplanten, waar hij met zijn lange hals naar grondelt, maar hij eet ook grassen.

## Kenmerken
De knobbelzwaan kan een spanwijdte van 2,40 meter bereiken. Hij is 140 tot 160 cm lang. Met zijn lange nek kan hij ver onder water reiken. Met 10 tot 12 kg behoort de knobbelzwaan tot de zwaarste vliegende dieren. Hij is ongeveer even groot als de wilde zwaan, maar veel groter dan de kleine zwaan.
De knobbelzwaan is wit en heeft een oranjerode snavel. De kop en hals hebben een lichtgele schijn. De onbevederde huid aan de snavelwortel en om het oog, onder de voorhoofdsknobbel, is zwart. Ook de poten zijn zwart.
De ruglijn is sterk gebogen. De hals wordt bijna altijd in een S-vorm gehouden. Die hals heeft het grootste aantal halswervels van alle vogels (26). De kop wordt altijd iets omlaag gebogen. De snavel is relatief breed.
Er is weinig maar duidelijke seksuele dimorfie. Het mannetje is groter; hij heeft ook een zwaardere nek. Het mannetje heeft een knobbel bovenop de snavel. In de lente zwelt die knobbel aan en wordt de snavel roder. Vrouwtjes hebben een kleinere knobbel.

## Geluid
De knobbelzwaan maakt gorgelende en blazende geluiden. In de vlucht maken de vleugels een laag, zingend geluid dat wordt veroorzaakt door de wind die erlangs strijkt.
Een knobbelzwaan die op het nest wordt gestoord, maakt een sissend of knorrend geluid.
Onvolwassen vogels maken een zwak, fluitend geluid.
De contactroep is een meeuwachtig ga-oh.

## Voedsel
Het voedsel van de knobbelzwaan bestaat hoofdzakelijk uit waterplanten. Met de brede snavel kan hij waterplanten gemakkelijk afbreken. De knobbelzwaan duikt nooit zo diep dat hij volledig onder water gaat. Soms zijn alleen de staart en de achterpoten te zien, als de zwaan op zijn kop staat en met de poten trappelt om de diepste planten op te vissen (grondelen). Ook graast hij op weiden.

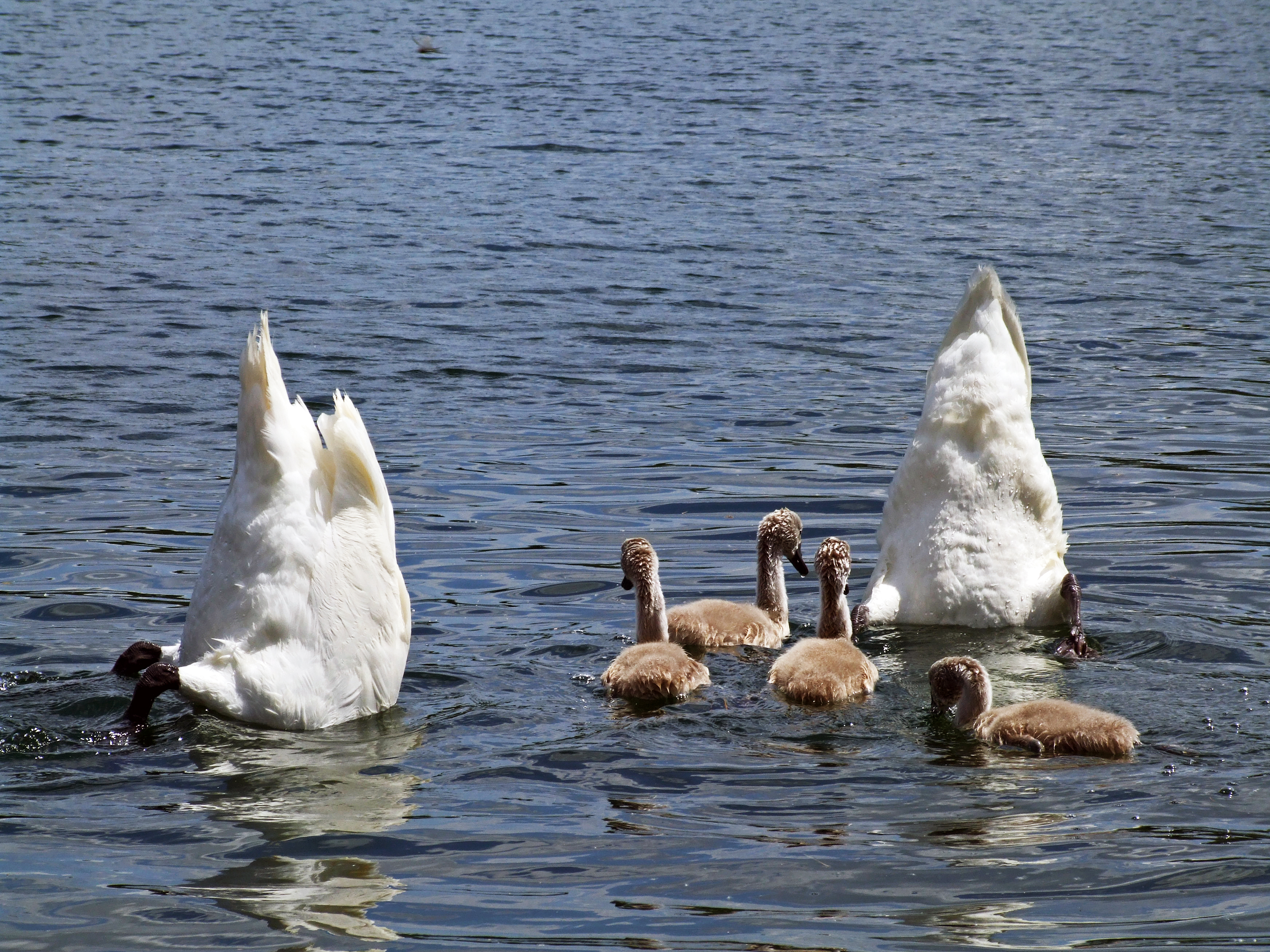
Stel zwanen eet waterplanten

## Vliegen
Om op te kunnen stijgen loopt een knobbelzwaan eerst over het wateroppervlak van een plas of sloot, of over de grond, terwijl hij met zijn vleugels slaat. Het opstijgen vergt van de zwaan veel energie. Knobbelzwanen vliegen in één lijn, met de lange hals vooruit gestrekt en met krachtige vleugelslagen. Als ze eenmaal in de lucht zijn, maken hun vleugels een laag zingend geluid.

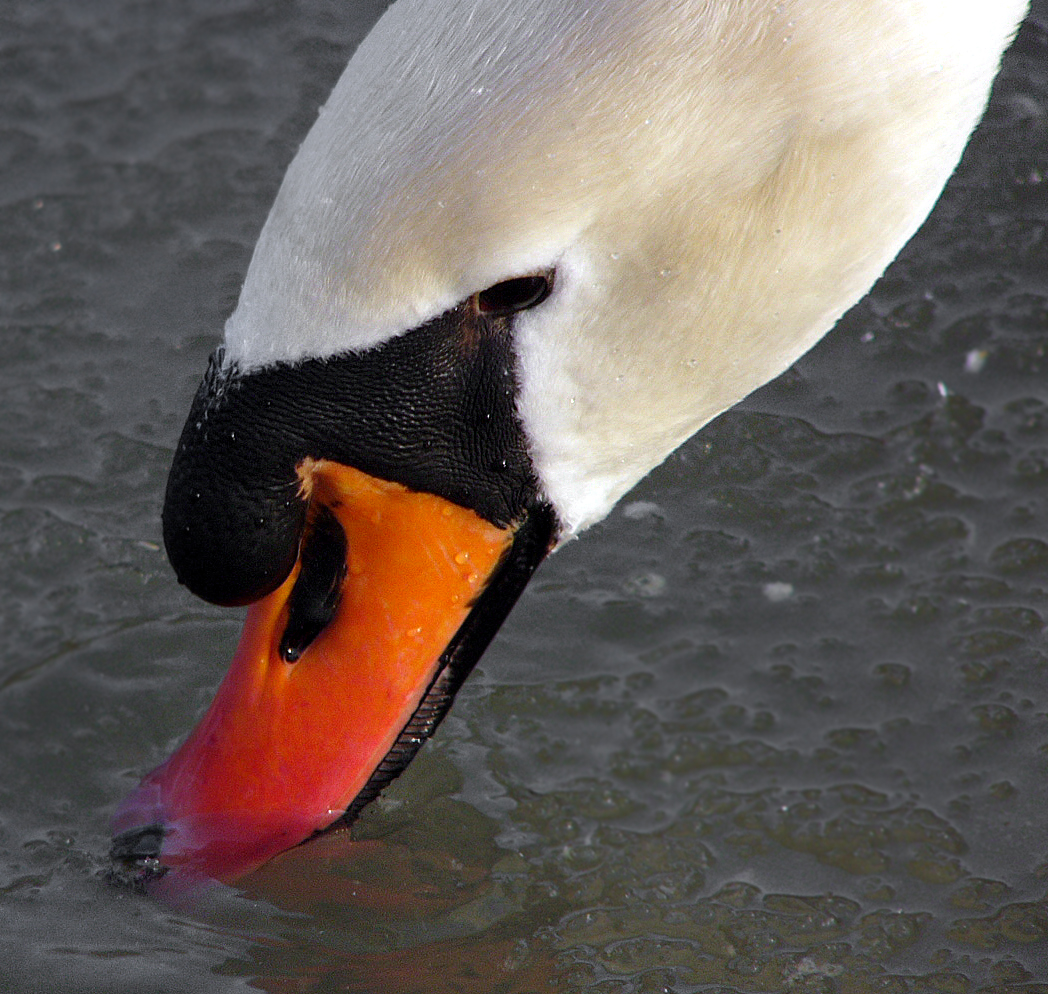
De snavel van een mannetjesknobbelzwaan
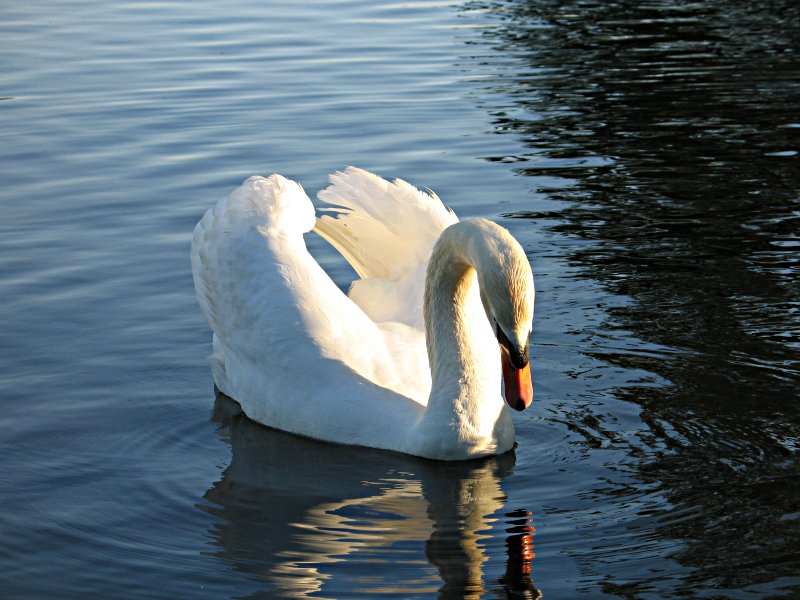
Een knobbelzwaan in dreigende houding
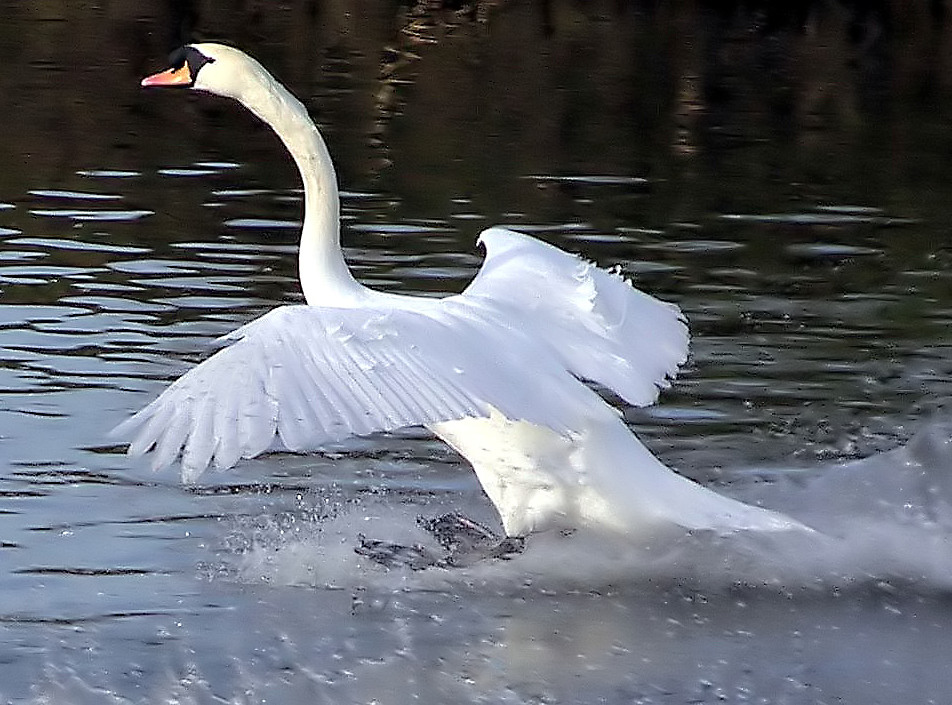
Een knobbelzwaan die landt op het water
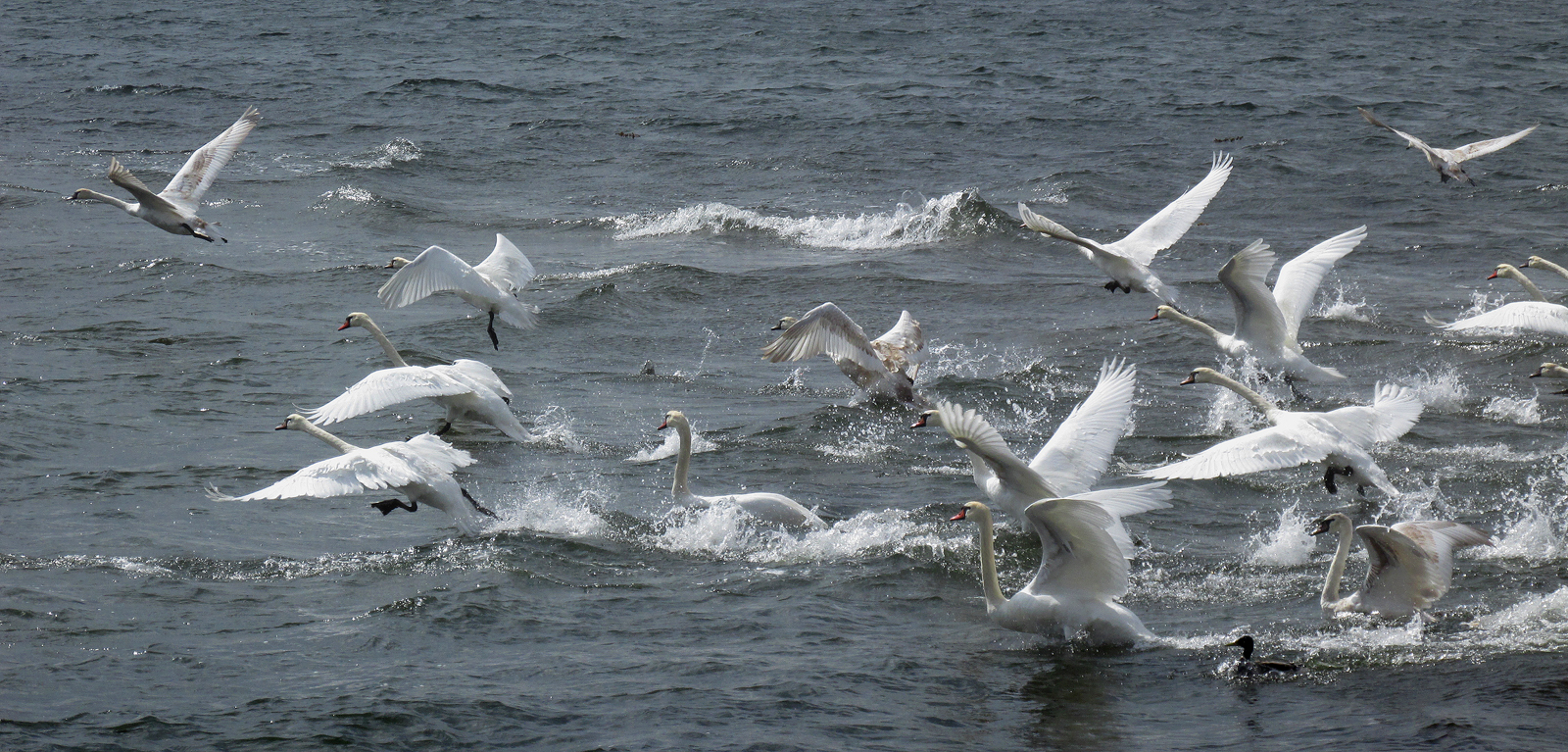
Opvliegende knobbelzwanen

## Territorium
Knobbelzwanen hebben een territorium, dat heel groot kan zijn. Zeker als ze aan het broeden zijn, wordt het nest agressief verdedigd. In dreighouding buigen ze hun hals naar achteren en bollen hun vleugels om uiteindelijk naar hun indringer te lopen of zwemmen.
Ze zijn agressief tegenover alle soorten watervogels.
Buiten het broedseizoen vormen ze af en toe groepen met kleine en wilde zwanen.

## Nest en jongen
Knobbelzwanen nestelen op de grond, dicht bij de waterrand van moerasgebieden en weinig stromende waters, bij estuaria en in steden. Hun nest is een groot bouwsel van plantenmateriaal (voornamelijk riet en waterplanten) met een holte in het midden. Het wijfje broedt tot 38 dagen op de 5 tot 8 ovale eieren van ongeveer 11 cm. In het begin van de broedtijd zijn de eieren nog mat en grijsgroen, maar na een paar weken worden ze glanzend en bruinig. Broedpartners blijven dikwijls hun hele volwassen leven bij elkaar. Knobbelzwanen hebben per jaar maar één broedsel.
De jongen blijven een heel jaar bij hun ouders. Voor vogels is dat erg lang. De jongen verlaten wel spoedig het nest en kunnen na 4 tot 5 maanden vliegen. De ouders dragen hun jongen, zoals futen, af en toe op de rug. Donsjongen zijn grijs of wit. Ze worden door beide ouders verzorgd. Wanneer ze het verenkleed van een volwassen zwaan krijgen, verjagen de ouders de jongen. Volgroeide jonge vogels hebben eerst een lichtbruin kleed, bruiner dan de jongen van de wilde zwaan, dat, naarmate ze ouder worden, witter wordt. Ze missen de knobbel en hun snavel en poten zijn nog donkergrijs. Later worden die rozegrijs en vervolgens krijgt de snavel de oranjerode kleur van een volwassen zwaan.
In het derde jaar zijn de vogels echt volwassen. Daarna vormen de jonge vogels groepen.

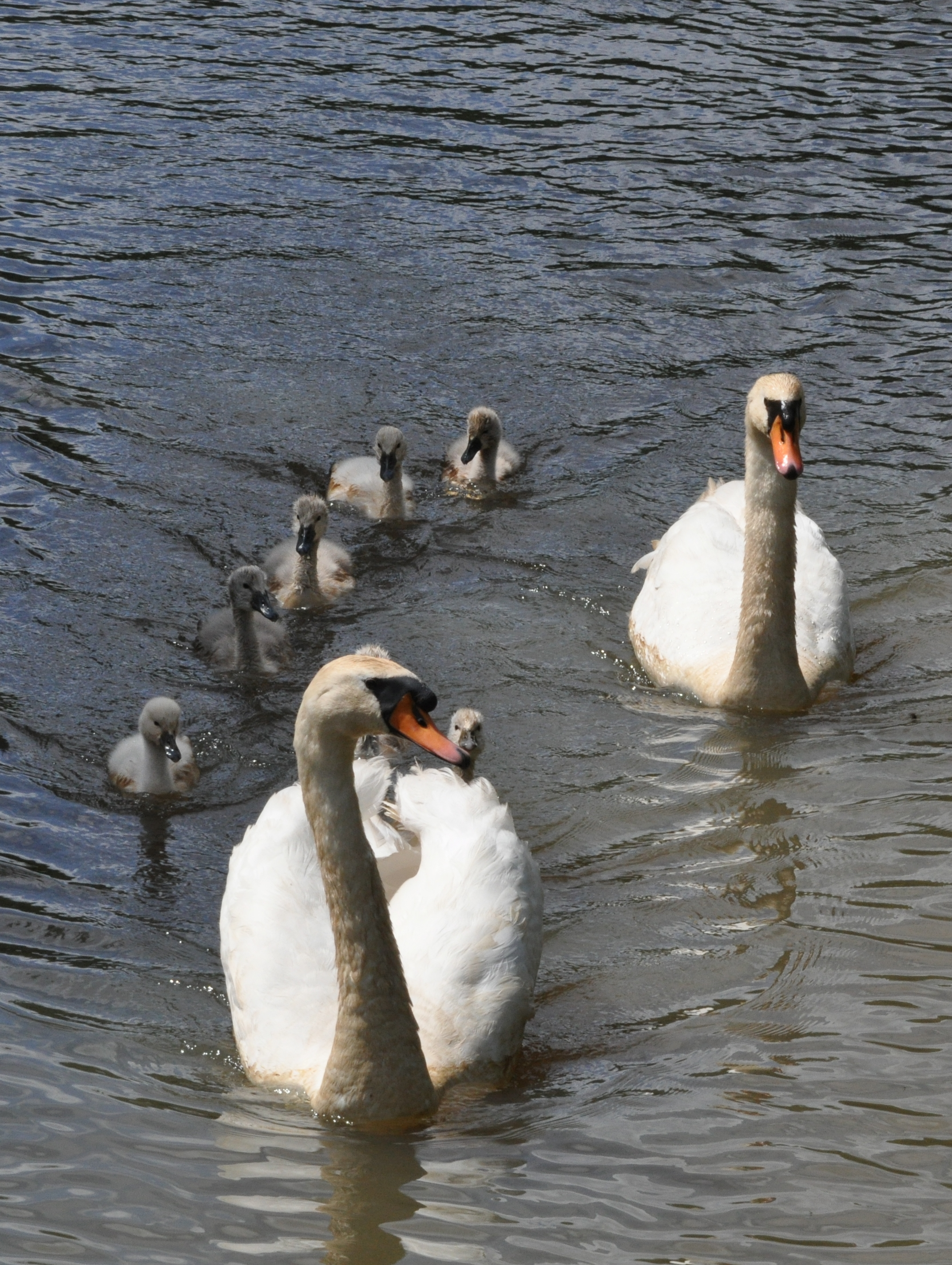
De voorste zwaan houdt eenden en meerkoetjes uit de buurt van de jongen
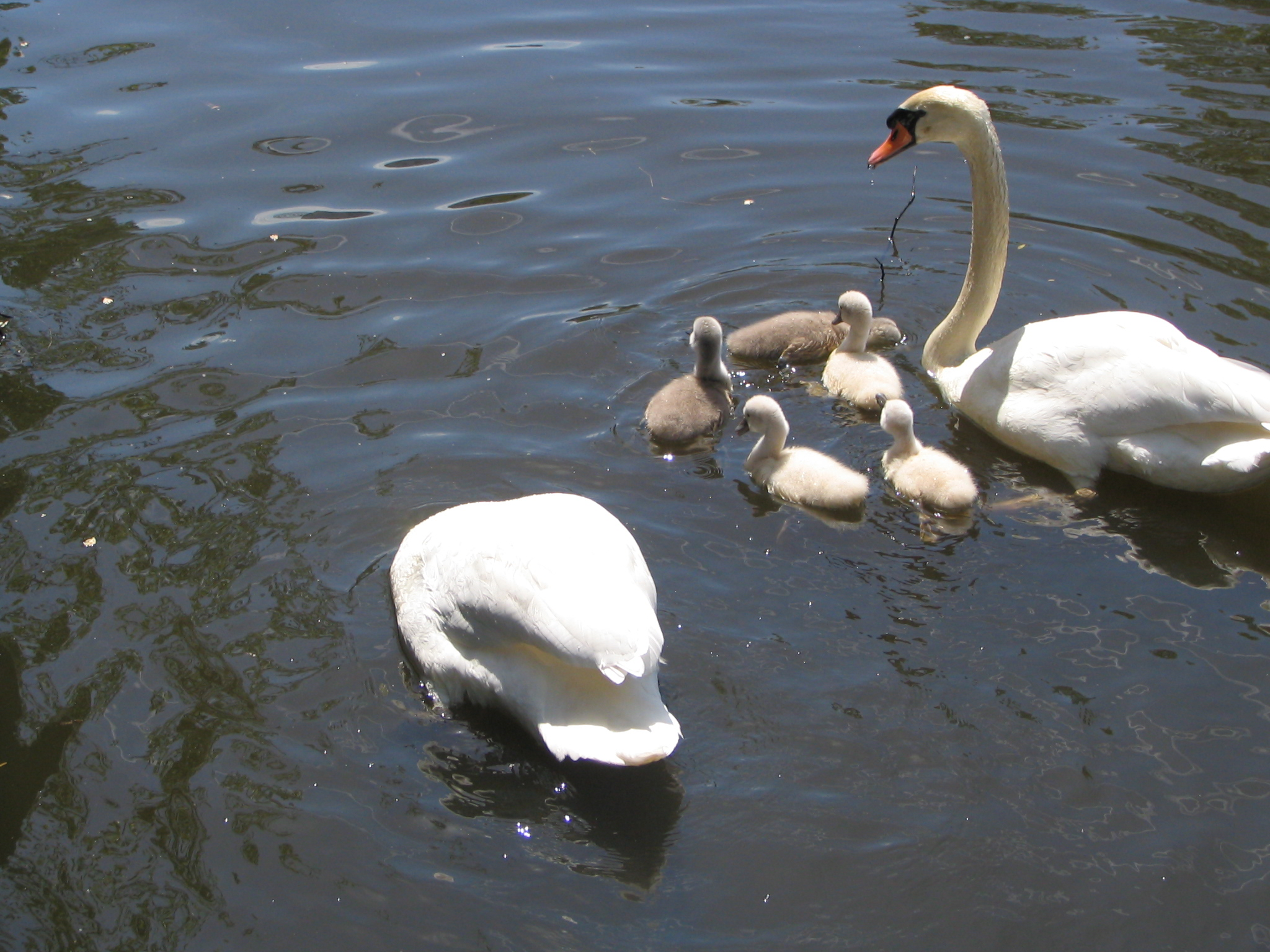
Knobbelzwanen met jongen
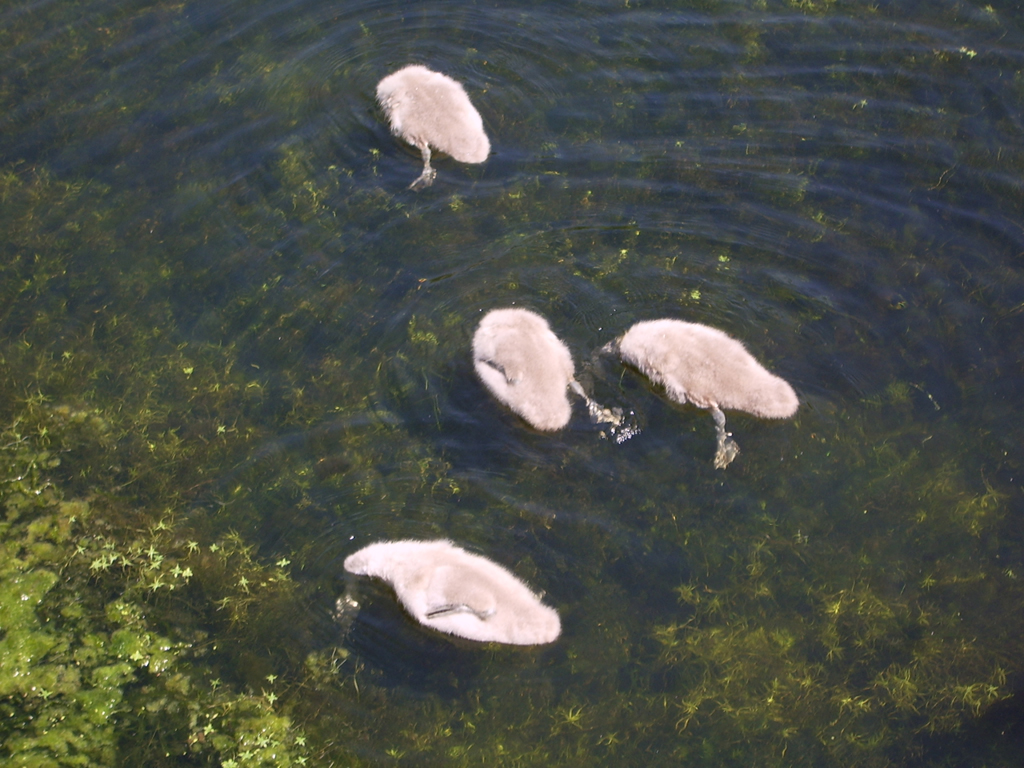
Jongen, duikend naar voedsel
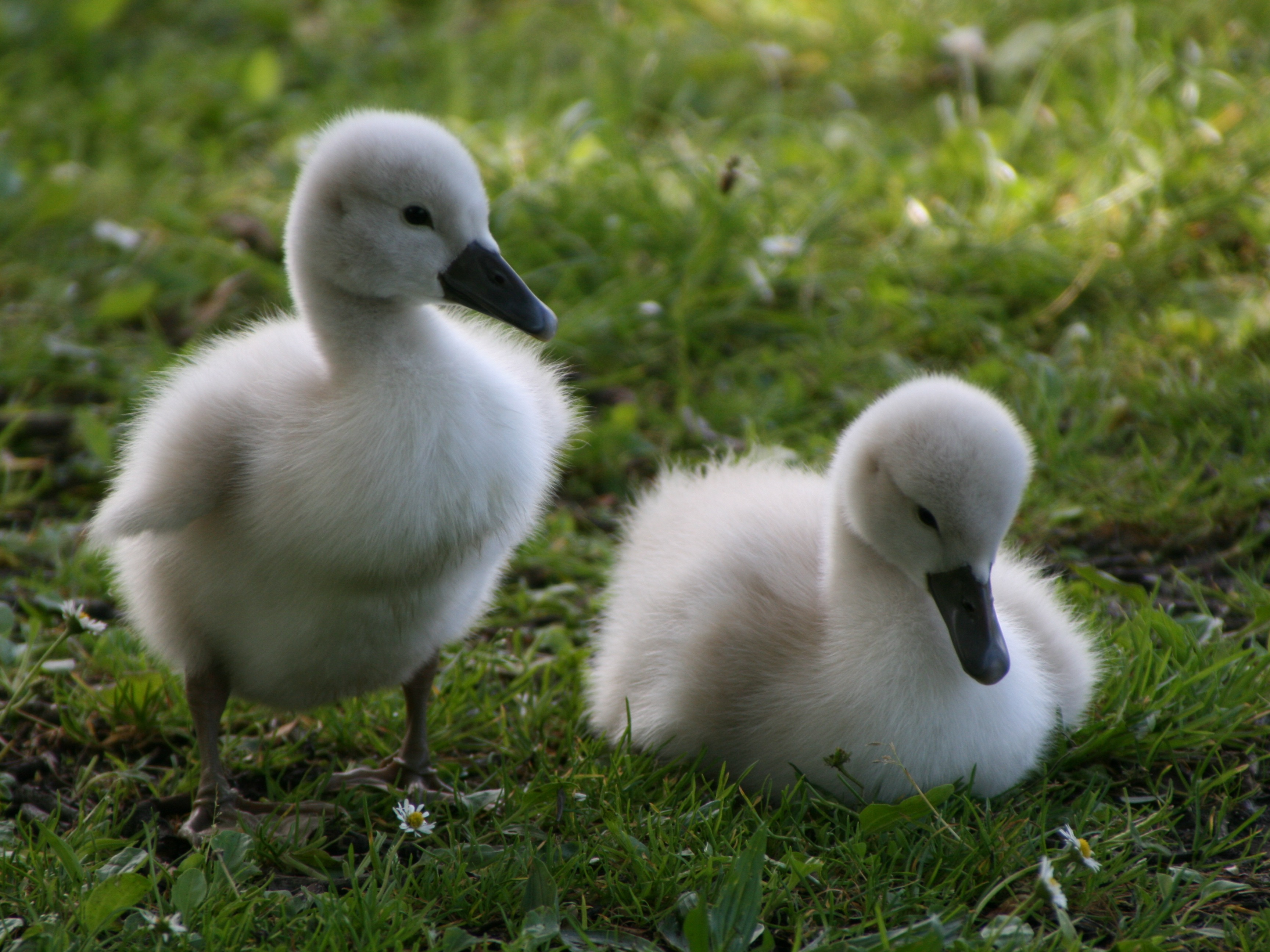
Jongen met donsveren
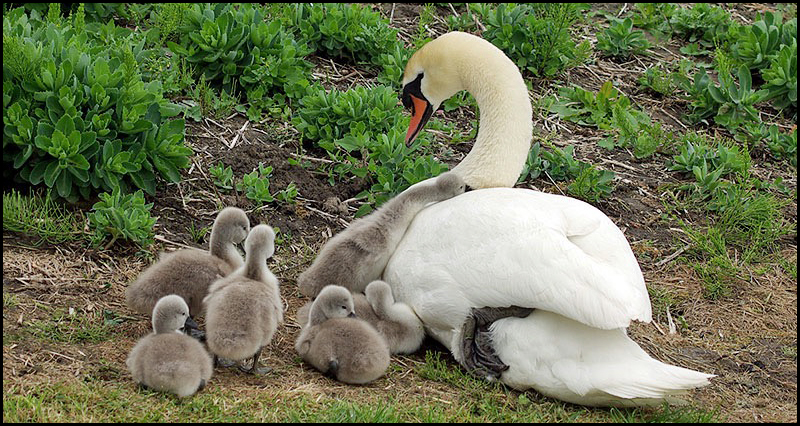
Knobbelzwaan met jongen
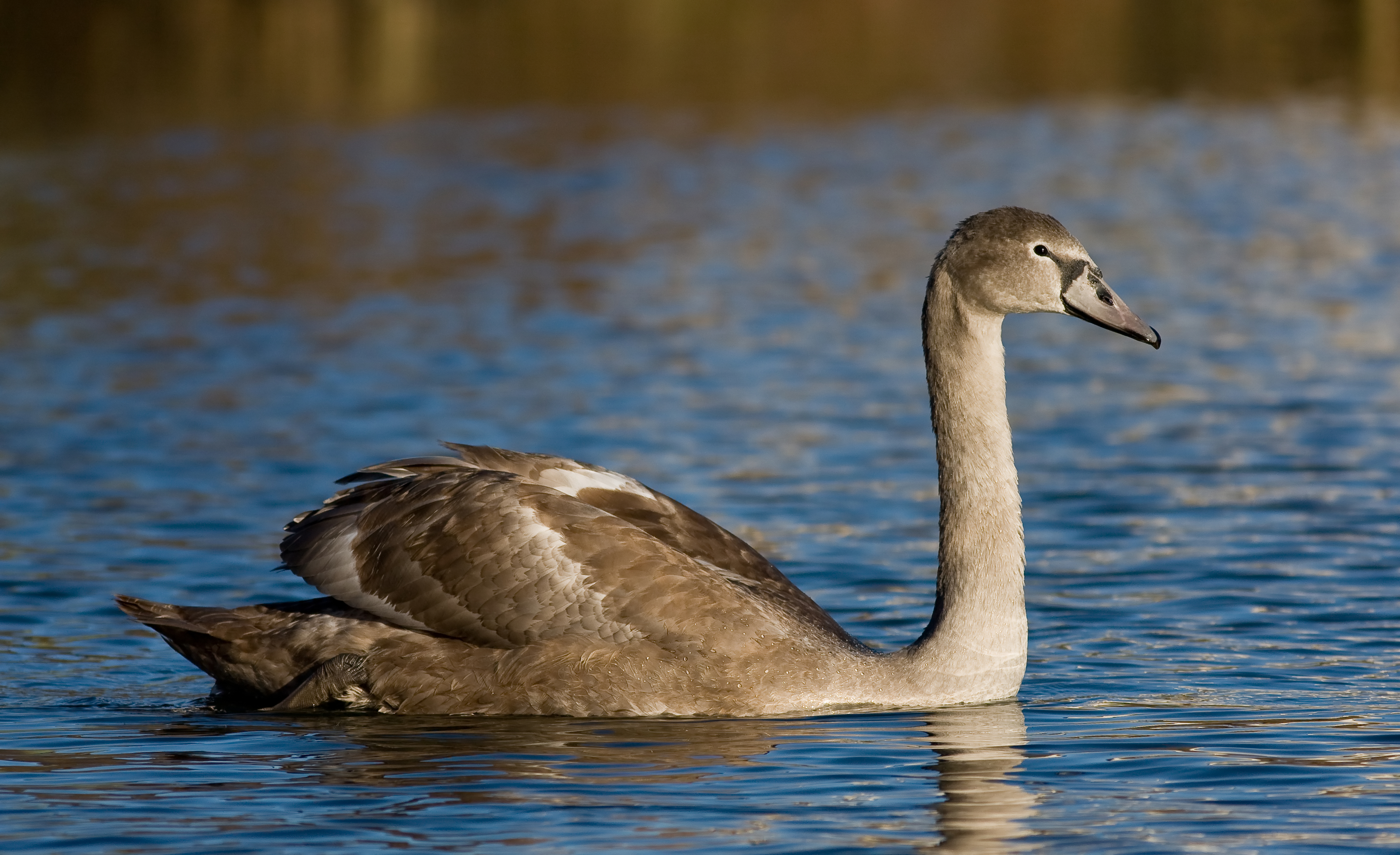
Een jonge knobbelzwaan aan het begin van de winter bij de monding van de Vantaanjoki in de Finse hoofdstad Helsinki

## Verspreiding

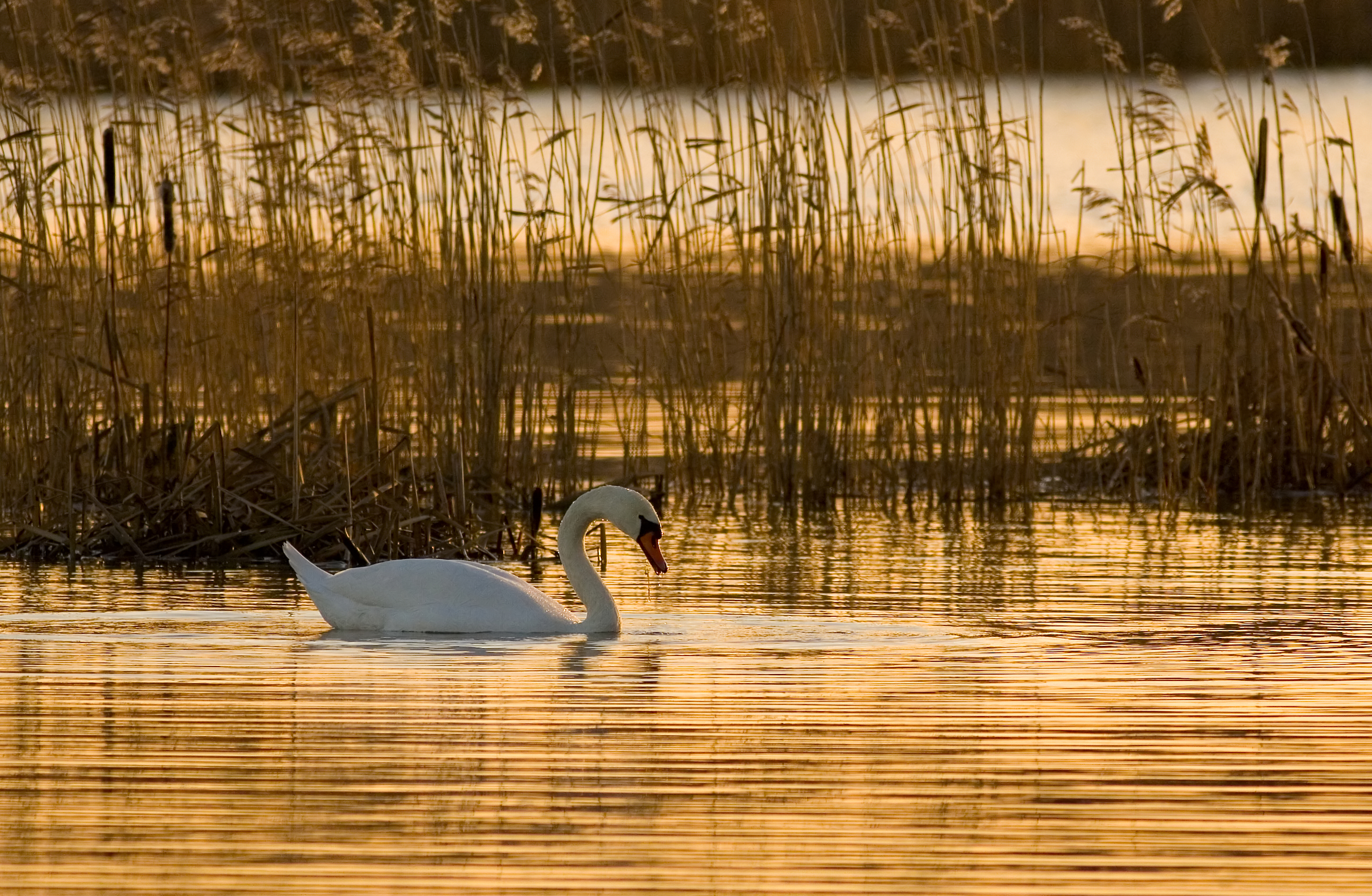
Knobbelzwaan in de Vanhankaupunginlahti nabij de Finse hoofdstad Helsinki

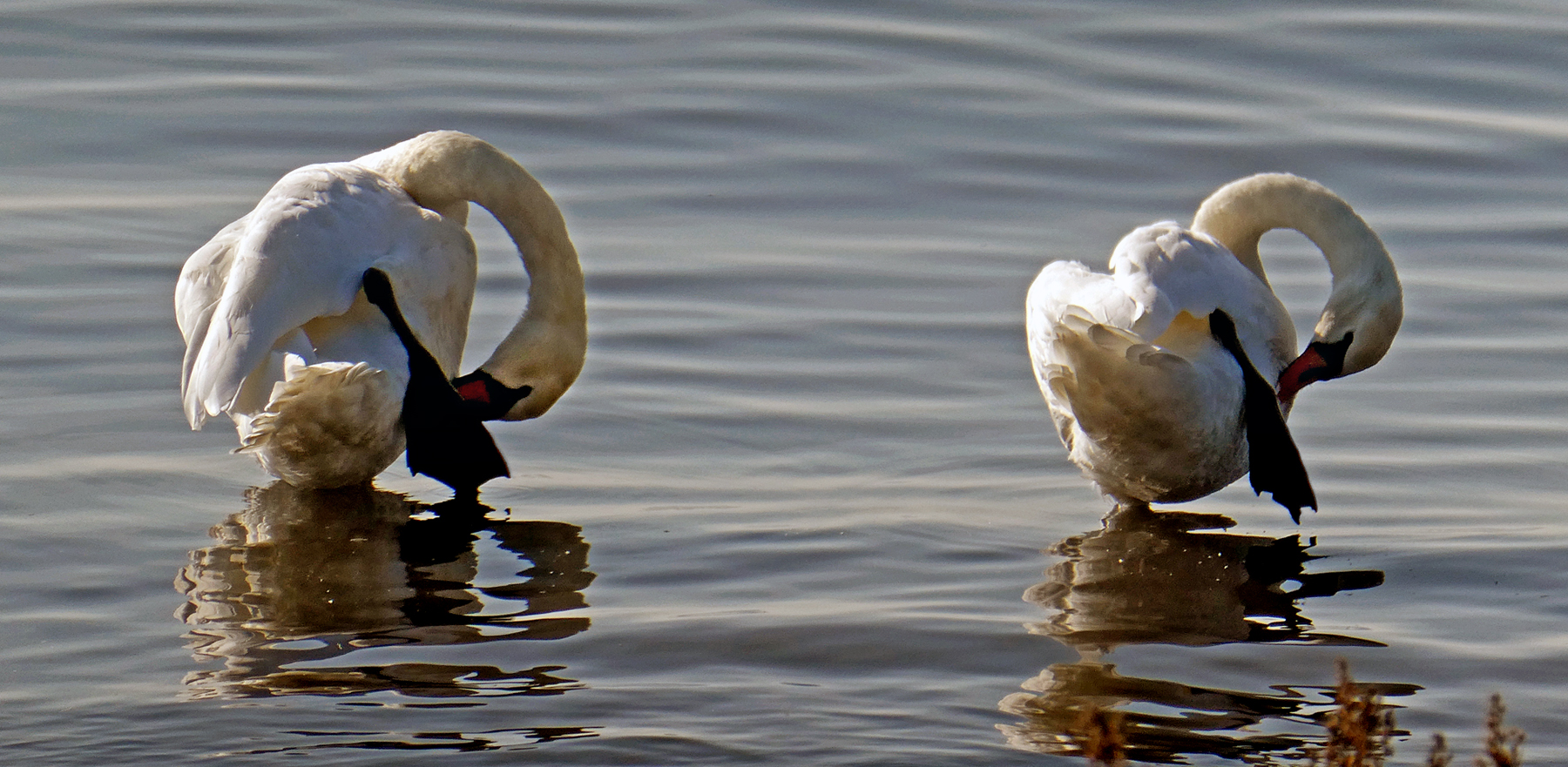
Een paar wasbeurten

In West-Europa is de knobbelzwaan de talrijkst voorkomende zwaan.
's Winters komen de knobbelzwanen samen in groepen op beschutte plekken langs zeekusten, riviermondingen en op meren. In strenge winters is de knobbelzwaan talrijk. Noordoostelijke populaties trekken van november tot april naar het zuiden en het westen. Het aantal broedparen in Nederland vertoont een stijgende trend. Na de broedtijd leven de zwanen vaak in grote groepen.
In de meeste gebieden van noordelijk Europa (Zuid-Scandinavië, Denemarken, Oost-Pruisen) tot oostelijk Azië, over de Donaulanden, Zuidoost-Europa en Midden- en Zuid-Rusland leven halftamme parkvogels en hun verwilderde nakomelingen. Nabij stilstaande of langzaam stromende voedselrijke binnenwateren en parken is het een algemene broedvogel.
De knobbelzwaan kwam oorspronkelijk in het noorden van Centraal-Europa, het zuiden van Scandinavië en het gebied rond de Zwarte Zee voor. Verder naar het oosten was hij tot in Noord-China te vinden. Zijn verspreidingsgebied is echter aanzienlijk uitgebreid doordat de mens hem op verschillende plaatsen heeft uitgezet. Zelfs in Zuid-Afrika heeft hij een tijdlang geleefd, maar daar is hij inmiddels weer uitgestorven.

## Zwanen en de mens
Knobbelzwanen spelen een rol in de mythologie van veel volkeren. Bij de Germanen werden ze voorspellende gaven toegekend. Ook omwille van hun uiterlijk worden ze al sinds de middeleeuwen als exclusieve sierwatervogels in park- en kasteelvijvers gehouden, waarbij het zwanenrecht gold. Al in de 14e eeuw bezat de stad Brugge een zwanenfokkerij in Meetkerke. 
Zwanen kunnen gevaarlijk zijn en vallen nog weleens mensen aan, vooral als ze broeden en wanneer ze kuikens hebben. Ze imponeren naderende mensen met blazen en het aannemen van een dreigende houding, waarbij ze zich zo breed mogelijk maken. Als dat zonder resultaat blijft, gaan ze soms tot de aanval over. Zwanenaanvallen leveren meestal geen zware verwondingen op. Dat een zwaan in staat zou zijn om een mensenarm te breken is een mythe, de botten in een zwanenvleugel zijn daar veel te licht en breekbaar voor. In 2012 werd een man in zijn kajak aangevallen door een zwaan. Hij viel uit de kajak en verdronk omdat hij niet in staat was om naar de kant te zwemmen.

## Trivia
- Het staatshoofd van het Verenigd Koninkrijk is volgens een oude wet eigenaar van alle wilde knobbelzwanen in Engeland en Wales. Deze wet dateert uit de middeleeuwen, toen zwanenvlees een delicatesse voor de rijken was.[5]

## Video
- Film van een groep knobbelzwanen